# Basim Qasim
Basim Qasim Hamdan (arabe : باسم قاسم حمدان), né le 22 mars 1959 en Irak, est un footballeur international irakien qui évoluait au poste de milieu de terrain, avant de devenir ensuite entraîneur.

## Biographie

### Carrière de joueur

#### Carrière en sélection
Le 27 septembre 1985, il dispute avec l'équipe d'Irak, un match contre les Émirats arabes unis rentrant dans le cadre des éliminatoires du mondial 1986.
Il figure dans le groupe des sélectionnés lors de la Coupe du monde de 1986. Lors du mondial organisé au Mexique, il joue deux matchs : contre le Paraguay, puis contre le pays organisateur.

## Palmarès
| Al Shorta - Coupe d'Irak : - Finaliste : 1995-96, 2001-02 et 2002-03. |  | Al Ahli Sanaa - Championnat du Yémen (1) : - Champion : 2007. |

| Dohuk - Championnat d'Irak (1) : - Champion : 2009-10. |  | Al Zawra'a - Championnat d'Irak (1) : - Champion : 2015-16. |